# Christian Schaider
Christian Schaider (* 18. Februar 1977) ist ein ehemaliger deutscher Fußballspieler und nunmehriger -trainer.

## Karriere

### Als Spieler
Schaider wechselte im Januar 2004 nach Österreich zu Regionalligist USK Anif. Für Anif lief er anschließend 13 Mal in der Regionalliga West auf, aus der Anif aber am Ende der Saison 2003/04 abstieg. Im Januar 2007 verließ Schaider Österreich wieder.

### Als Trainer
Zur Saison 2010/11 wurde Schaider Co-Trainer vom mittlerweile wieder drittklassigen USK Anif, bei dem er Thomas Hofer assistierte. Hofer folgte er anschließend im Januar 2012 zu Ligakonkurrent SV Austria Salzburg. Zur Saison 2013/14 wurde er Cheftrainer der Amateure von Bundesligist SV Grödig. Mit Grödig wurde er 2014 und 2015 jeweils Vizemeister in der viertklassigen Salzburger Liga.
Zur Saison 2015/16 übernahm Schaider den Regionalligisten FC Kufstein. Mit Kufstein beendete er die Spielzeit als Elfter, auf die Abstiegsplätze fehlte lediglich ein Punkt. Im August 2016 wurde er in Kufstein entlassen, nachdem die Tiroler zum Start der Saison 2016/17 fünf von sechs Pflichtspielen verloren. Im Dezember 2016 kehrte er dann in seine deutsche Heimat zurück und übernahm den sechstklassigen ESV Freilassing. Mit den Bayern beendete er die Saison auf Rang 14. Nach der Saison 2016/17 verließ er Freilassing wieder.
Im Januar 2018 übernahm Schaider den viertklassigen SV Austria Salzburg, bei dem er bereits als Assistent tätig gewesen war. Unter seiner Führung stieg Salzburg 2019 als Vizemeister in die drittklassige Regionalliga Salzburg auf. Diese wurde 2023 aufgelöst, als drittbestes Salzburger Team wurde die Austria zur Saison 2023/24 in die drittklassige Regionalliga West eingeteilt. In dieser wurde man in der Saison 2023/24 unter Schaiders Führung direkt Meister, eine Zulassung für die 2. Liga wurde dem Verein aber verweigert. In der Saison 2024/25 konnte die Austria ihren Titel verteidigen und durfte nun auch in die 2. Liga aufsteigen.